# Superfly (film, 2018)
Pour les articles homonymes, voir Superfly.
Pour plus de détails, voir Fiche technique et Distribution.
Superfly est un film américain réalisé par Director X, sorti en 2018. Il s'agit d'un remake du film de blaxploitation Super Fly de Gordon Parks Jr. sorti en 1972.

## Synopsis
Youngblood Priest, un revendeur de cocaïne à Atlanta, travaille dans la rue depuis l'âge de onze ans. Apporté par son mentor Scatter, il vit comme un roi avec ses deux petites amies, Georgia et Cynthia. Échappant à une balle tiré par Juju, un membre du gang Snow Patrol, Priest décide de sortir du trafic de drogue mais après avoir fait un gros coup avec l'aide d'Eddie, son coéquipier. Il en informe Scatter mais qui refuse de l'aider. Il décide alors de le suivre pour avoir son contact dans un cartel de drogue mexicain, et ainsi être livré en plus grosse quantité.

## Fiche technique
Sauf indication contraire, les informations mentionnées dans cette section peuvent être confirmées par la base de données cinématographiques IMDb,  présente dans la section « Liens externes ».
- Titre original : Superfly
- Réalisation : Director X
- Scénario : Alex Tse, d'après le scénario de Super Fly écrit par Phillip Fenty
- Décors : Graham 'Grace' Walker
- Costumes : Antoinette Messam
- Photographie : Amir Mokri
- Montage : Ann-Carolin Biesenbach
- Musique : Josh Atchley
- Production : Future, Palak Patel et Joel Silver

Producteur délégué : Matthew Hirsch
- Sociétés de production : Columbia Pictures, Silver Pictures/Dark Castle Entertainment et Sony Pictures Entertainment
- Sociétés de distribution : Columbia Pictures / Sony Pictures Releasing (États-Unis), Sony Pictures Releasing France (France)
- Budget : n/a
- Pays d'origine :  États-Unis
- Langue originale : anglais
- Format : couleur
- Genre : action et film de gangsters
- Durée : 116 minutes
- Dates de sortie[1] :
  -  États-Unis : 13 juin 2018
  -  France : 14 novembre 2018

## Distribution
- Trevor Jackson (VF : Marc Weiss) : Youngblood Priest
- Jason Mitchell : Eddie
- Michael K. Williams : Scatter
- Lex Scott Davis (VF : Mélanie Dermont) : Georgia
- Jennifer Morrison : inspecteur Mason
- Jacob Ming-Trent : Fat Freddie
- Andrea Londo : Cynthia
- Esai Morales : Adalberto
- Terayle Hill : Dee
- Allen Maldonado : Litty
- Al-Jaleel Knox : Shooter
- Rick Ross
- Big Boi : le maire Atkins
- Lecrae

## Production
Le tournage débute en janvier 2018 à Atlanta.

## Bande originale
Singles
1. No Shame
Sortie : 4 mai 2018

Tout comme le film, la bande originale est produite par le rappeur Future. L'album contient 13 titres dont certains sont inédits, d'artistes comme Miguel, Lil Wayne, Khalid, Ty Dolla Sign, Young Thug, PartyNextDoor, H.E.R., Gunna, Sleepy Brown, etc..
Le premier single est No Shame de Future et PartyNextDoor. Il sort le 4 mai 2018. L'album sort le 8 juin 2018.
| Liste des titres | Liste des titres                                                     | Liste des titres | Liste des titres                       | Liste des titres | Liste des titres | Liste des titres | Liste des titres | Liste des titres | Liste des titres |
| No               | Titre                                                                | Auteur | Producteurs                            | Durée            |                  |                  |                  |                  |                  |
| ---------------- | -------------------------------------------------------------------- | --- | -------------------------------------- | ---------------- | ---------------- | ---------------- | ---------------- | ---------------- | ---------------- |
| 1.               | If You Want It (interprété par Sleepy Brown featuring Scar)          | - Terrence Smith - Patrick Brown - Richard Brown - Walter Williams - David Sweeten - Darryl James - Siraaj Rhett - Emiko Bankson - Preston Crump - Marvin Parkman - John Conner | - DJ Burn One - The Five Points Bakery | 4:37             |                  |                  |                  |                  |                  |
| 2.               | What's Up With That (interprété par Future featuring 21 Savage)      | - Nayvadius Wilburn - Shayaa Joseph - Tony Son | Richie Souf                            | 3:02             |                  |                  |                  |                  |                  |
| 3.               | No Shame (interprété par Future featuring PartyNextDoor)             | - Wilburn - Jahron Brathwaite - Andrew Wotman - Nathan Perez | - Andrew Watt - Happy Perez            | 3:54             |                  |                  |                  |                  |                  |
| 4.               | Walk on Minks (interprété par Future)                                | - Wilburn - Xavier Dotson | Zaytoven                               | 3:38             |                  |                  |                  |                  |                  |
| 5.               | Tie My Shoes (interprété par Future featuring Young Thug)            | - Wilburn - Jeffery Williams - Dwan Avery - Mario Martinez, Jr. | DY                                     | 3:01             |                  |                  |                  |                  |                  |
| 6.               | Stains (interprété par Future)                                       | - Wilburn - Tyree Pittman | Young Chop                             | 3:02             |                  |                  |                  |                  |                  |
| 7.               | Show My Chain Some Love (interprété par Future featuring Young Thug) | - Wilburn - Williams - Willie Byrd | Will A Fool                            | 2:32             |                  |                  |                  |                  |                  |
| 8.               | R.A.N. (interprété par Miguel)                                       | - Miguel Pimentel - Rick Nowels | - Nowels - Miguel                      | 4:03             |                  |                  |                  |                  |                  |
| 9.               | This Way (interprété par Khalid & H.E.R.)                            | - Khalid Robinson - Gabi Wilson - Atilla Elçi - Cameron Lazar - Solomon Fagenson                                                                                                | - Hiko Momoji - Cameron Hale           | 3:31             |                  |                  |                  |                  |                  |
| 10.              | Bag (interprété par Future featuring Yung Bans)                      | - Wilburn - Vas Coleman - Trevon Campbell - Bryan Talancon | - XL - Bryan Torres                    | 3:16             |                  |                  |                  |                  |                  |
| 11.              | Drive Itself (interprété par Future featuring Lil Wayne)             | - Wilburn - Dwayne Carter - Avery | DY                                     | 3:34             |                  |                  |                  |                  |                  |
| 12.              | Money Train (interprété par Future featuring Young Thug & Gunna)     | - Wilburn - Williams - Sergio Kitchens - Wesley Glass - Tim Gomringer - Kevin Gomringer                                                                                         | - Wheezy - Cubeatz                     | 2:44             |                  |                  |                  |                  |                  |
| 13.              | Nowhere (interprété par Future)                                      | - Wilburn - Jacob Canady | ATL Jacob                              | 4:30             |                  |                  |                  |                  |                  |
| 45:24            |                                                                      | |                                        |                  |                  |                  |                  |                  |                  |